# 40-40 Club
Der 40-40 Club ist eine Gruppe von Baseballspielern der Major League Baseball, die es geschafft haben, innerhalb einer Saison je 40 Home Runs und 40 Stolen Bases zu erreichen. Die „Aufnahme“ in diesen Club ist im modernen Baseball sehr selten. Bislang konnten erst fünf Spieler diese Marke erreichen.
Das besondere an der Leistung ist, dass ein Spieler, welcher über so viel Kraft verfügt, dass er eine große Anzahl an Home Runs erzielt, meist nicht schnell genug ist, um viele Bases zu stehlen.
Der 40-40 Club ist Teil der sogenannten Multiple Stat Clubs der MLB.

## Mitglieder im 40-40 Club
| Jahr | Spieler          | Team                 | HR | SB |
| ---- | ---------------- | -------------------- | -- | -- |
| 1988 | José Canseco     | Oakland Athletics    | 42 | 40 |
| 1996 | Barry Bonds      | San Francisco Giants | 42 | 40 |
| 1998 | Alex Rodríguez   | Seattle Mariners     | 42 | 46 |
| 2006 | Alfonso Soriano  | Washington Nationals | 46 | 41 |
| 2023 | Ronald Acuña Jr. | Atlanta Braves       | 41 | 73 |
| 2024 | Shohei Ohtani    | Los Angeles Dodgers  | 54 | 59 |